# 厚斗柯
厚斗柯（学名：Lithocarpus elizabethae）为壳斗科柯属的植物，为中国的特有植物。分布于中国大陆的云南、贵州、广东、广西、福建等地，生长于海拔150米至1,200米的地区，常生于山地杂木林中和湿润地方较常见，目前尚未由人工引种栽培。

## 别名
厚斗石栎